# Гыска
Гыска (рум. и молд. Gîsca, молд. Гыска, укр. Гиска) — село на правом берегу реки Днестр.
В соответствии с административным делением ПМР село входит в состав города Бендеры Приднестровской Молдавской Республики. В соответствии с административным делением Республики Молдова является селом в Каушанском районе Республики Молдова и относится к сёлам, не образующим коммуну.
Фактически, село полностью подконтрольно властям Приднестровской Молдавской Республики.

## Название
Название села предположительно происходит от молд. и рум. gîscӑ/гыскэ — «гусь». Считается, что жители соседнего села Фарладаны выгоняли на территорию современного села на выпас гусей, от которых, якобы, и пошло его название. В русском языке, являющимся основным языком для жителей села, название носит видоизменённый вариант «Гиска».

## История села

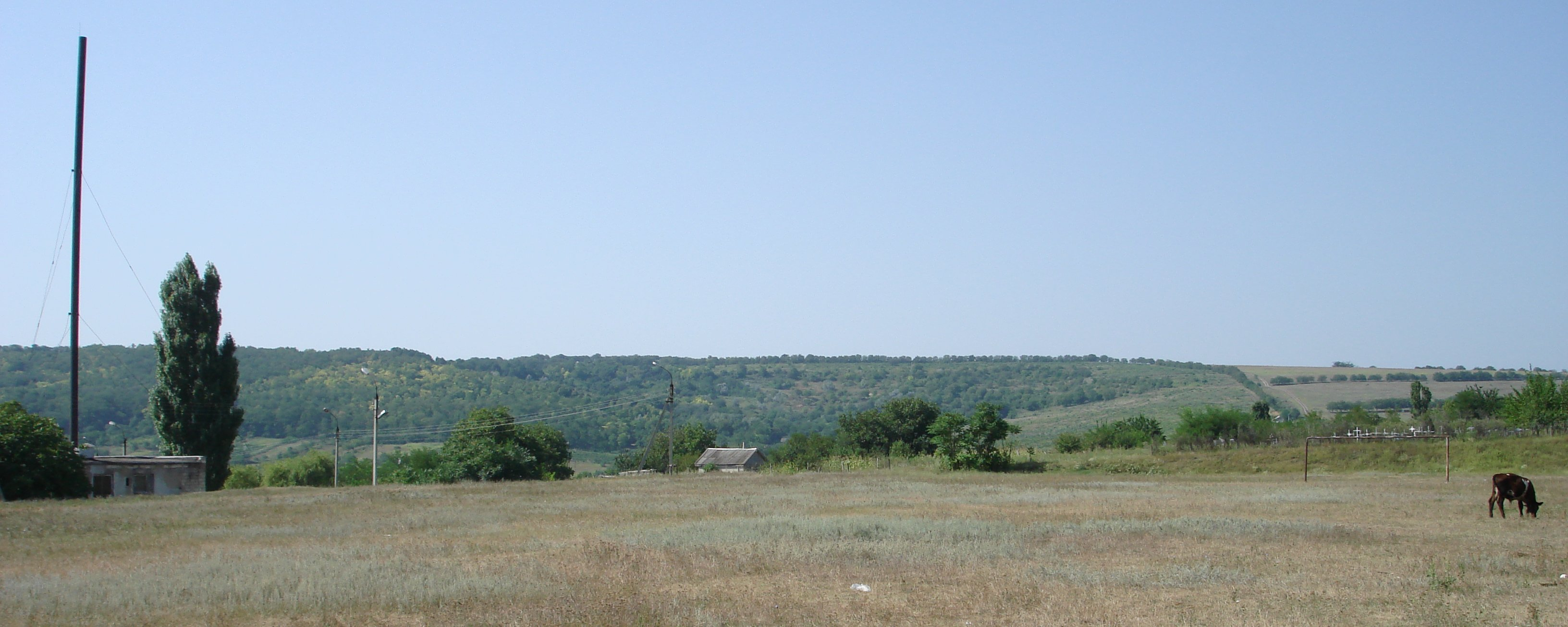
Пейзаж возле Гыски

### Год появления
Точных данных о времени появлении села Гиски нет. Предположительно оно появилось как предместье Бендер в XIX веке. Тогда первыми сельчанами были переселенцы из России и с Украины: в основном это старообрядцы и казаки из-за Дона и Днепра, которые селились вдоль речушки «Валя Попий». В 1890 году на Гиске проживало всего 636 человек.

### 1918—1940
В период с 1918 по 1940 годы предместье Гиска, как и вся территория Бессарабии, входило в состав Королевства Румынии. В то время, бежав от румынской власти, часть русскоязычного населения села переселилась на территорию левого берега Днестра, где с 1924 года была образована МАССР, входившая в состав Украинской ССР. Гищане были участниками Бендерского восстания 1919 года.

### 1940—1989
В 1940 году, после присоединения Бессарабии к Советскому Союзу, в предместье Гиска образован сельский Совет в составе Бендерского района МССР. С 1968 года село входило в Каушанский район с районным центром в городе Каушаны.
В июне 1941 года началась Великая Отечественная война, и уже в июле село полностью было оккупировано немецко-румынскими войсками. Гиска, как и остальная левобережная часть МССР, была освобождена от оккупации 23 августа 1944 года в ходе Ясско-Кишинёвской операции.
По инициативе местных жителей, на Гиске были организованы садово-виноградные товарищества. Первым коллективным хозяйством в селе стал колхоз «Память Ильича» в 1948 году. Его председателем был Ф. А. Ткач. Затем в этом же году последовал колхоз имени «Н. К. Крупской». Третье коллективное хозяйство появилось под названием «Новая жизнь». После реорганизации появился объединённый крупный колхоз «Память Ильича», объединивший все три ранее образованных.
За успехи, достигнутые в виноградарстве, питомниководстве, животноводстве и в подготовке кадров для сельского хозяйства орденами и медалями Родины отмечены около 200 человек совхоза-техникума.

### 1989—1992
В августе 1989 года на сельском сходе жители Гиски приняли решение о необходимости выйти из подчинения Каушанскому району МССР и перейти под юрисдикцию Бендерского городского Совета - вернуться в состав города Бендеры. Для решения этого вопроса избрали инициативную группу, руководителем которой стал В. П. Козаченко, избранный затем депутатом Гысковского (Гищанского), Каушанского, Бендерского Советов народных депутатов, заместителем председателя Гысковского (Гищанского) сельского Совета. 19 ноября 1989 был проведен сход граждан села. 28 октября 1990 прошёл сельский референдум, на котором жители села высказались за вхождение села Гиски в состав Бендерского горсовета и ПМССР.

### Приднестровский конфликт 1992 года
С начала апреля 1992 года село и его окрестности находилось под юрисдикцией властей Республики Молдова. Таким образом, через село молдавские войска наступали на город Бендеры с южного направления. С началом боевых действий из жителей села была сформирована рота народного ополчения. 16 бойцов этой роты погибли, шестеро из них непосредственно при защите села — 22 июля 1992 года. В результате данного военного конфликта село с 22 июля 1992 года окончательно перешло под юрисдикцию Приднестровской Молдавской Республики. Кроме того, в селе Гиске погибло около ста его жителей, разрушены здания поликлиники, сельской бани и школы, которое было построено ещё в 1950 году, а также ряд частных домов.

### Настоящее время
В настоящее время (2020), село Гиска входит в состав города Бендеры как часть микрорайона Ленинский. В то же время село входит в состав Тираспольско-Бендерской агломерации. Оплата коммунальных услуг, административная принадлежность, телефонный код стационарной телефонии (+373 552 xxxxx) и почтовый индекс (MD-3200) совпадают с городским. В 2005 и 2008 годах в селе было обновлено дорожное покрытие центральной улицы Ленина.
На 2019 год в селе расположено 1 300 частных и 30 многоквартирных домовладений, в которых проживают около 5 тысяч сельчан.

## Расположение
Село Гиска находится в юго-западной части города Бендеры. Начало главной улицы села (улицы Ленина) — является продолжением улицы Коммунистической — самой длинной улицы города Бендеры. Северо-восточная часть Гиски прилегает к бендерскому микрорайону Ленинский. Западная часть села граничит с соседним селом Фарладаны Каушанского района Республики Молдова. Между этими двумя сёлами проходит условная «граница» между ПМР и Молдовой и расположен пост смешанных миротворческих сил, состоящий из представителей Приднестровской Молдавской Республики, Молдавии и России. Северная часть села граничит с полями, подконтрольными Республике Молдова. В юго-восточной части села расположена высота 150,0 больше известная как Суворовская гора.

## Климат
| Показатель                    | Янв. | Фев. | Март | Апр. | Май  | Июнь | Июль | Авг. | Сен. | Окт. | Нояб. | Дек. | Год  |
| ----------------------------- | ---- | ---- | ---- | ---- | ---- | ---- | ---- | ---- | ---- | ---- | ----- | ---- | ---- |
| Средний суточный максимум, °C | 0,5  | 1,5  | 6,4  | 14,8 | 20,9 | 24,6 | 26,5 | 26,2 | 21,8 | 15,2 | 8,2   | 3,4  | 14,2 |
| Средняя температура, °C       | −2,4 | −1,3 | 3,0  | 10,3 | 16,2 | 19,8 | 21,6 | 21,1 | 16,7 | 10,7 | 5,0   | 0,6  | 10,1 |
| Средний суточный минимум, °C  | −5,3 | −4,1 | −0,4 | 5,9  | 11,5 | 15,1 | 16,7 | 16,0 | 11,7 | 6,3  | 1,8   | −2,2 | 6,1  |
| Норма осадков, мм             | 35   | 35   | 30   | 36   | 48   | 68   | 65   | 42   | 43   | 26   | 36    | 37   | 501  |
| Источник: climate-data.org    |      |      |      |      |      |      |      |      |      |      |       |      |      |

## Телекоммуникации
В 2007 году приднестровский оператор связи Интерднестрком закончил замену устаревшей аналоговой телефонной связи села на цифровую, завершив процесс перевода абонентов стационарной телефонной связи Приднестровья на цифровой стандарт.

## Транспортная система
Находясь под юрисдикцией Приднестровья, транспортная система села Гиски полностью подчинена и связана с городской транспортной системой Бендер.
Городские маршрутные такси: На Гиску можно попасть с помощью городского маршрутного такси номер 4. Стоимость проезда рубль, маршрутном такси — 3,50 Приднестровских рубля.
Стоимость проезда из Бендер до села Гиски приравнена к стоимости проезда в городском такси — 3,50 рубля.
Частные такси: Также можно добраться в село или из села с помощью приднестровских служб такси. Их вызов осуществляется по телефонным номерам 1515, 77774, 29992, 55555 и др. Цена проезда в любой микрорайон Бендер — 10-40 рублей, в зависимости от выбранной службы.

## Основные объекты
В селе Гиске работает «Бендерская средняя общеобразовательная школа № 20», в которой учатся 350 детей, среди которых есть городские. При ней имеется спортивный стадион. 4 апреля 1950 года здание школы было до основания уничтожено взрывом, который был произведён одним из её учителей. Причиной взрыва послужило самоубийство из-за неразделённой любви к учительнице русского языка. От взрыва погибли практически все её ученики (21 человек) и преподаватели (3 человека, включая виновника взрыва). Выжившие дети были переведены для продолжения обучение в другое здание на территории села. Выпуск всей школы в том году насчитывал только 5 учеников, пострадавших, но выживших в результате трагедии. В рекордные сроки было построено новое здание школы и 1 сентября 1950 года её здание приняло в свои стены учеников села. Здание школы принимало просуществовала до лета 1992 года, когда она была уничтожена в ходе приднестровского конфликта. Современное здание было построено к 1986 году, первым директором был Дмитрий Игнатов, ныне являющийся директором Аграрно-экономического колледжа. В 2006 году был воздвигнут мемориал в честь погибших в результате взрыва 4 апреля 1950 года.
В селе действует и «Аграрно-экономический колледж», государственное унитарное предприятие «Гыска». Также в селе продолжает функционировать самый большой в Приднестровье совхоз «Гыска». Совхоз известен выращиванием фруктов, овощей и винограда. Три магазина обеспечивают жителей продовольственными и хозяйственными товарами.
Мемориал Славы на могиле павших в 1992 году ополченцев.
Церковь Рождества Божией Матери.
Птицефабрика ООО «Росиникс-ком», в 2007 году удостоившаяся почётного звания «Лидер — 2007» среди предприятий малого бизнеса Приднестровья в номинации «Сельское хозяйство и перерабатывающая промышленность».
Ранее находился бюст Александра Васильевича Суворова.

## Интересные факты

### Участие в выборах Республики Молдова
По политическим причинам, во время проведения выборов, власти Республики Молдова не имеют возможности открыть избирательные участки на территории села Гиски. Однако, жители села, являющиеся гражданами Республики Молдова, на выборах могут голосовать на избирательном участке соседнего села Фарладаны Каушанского района, подчиняющегося властям Республики Молдова. Избирательный участок в селе Фарладаны находится в здании теоретического лицея. Кроме того, жителям села можно голосовать на некоторых избирательных участках Кишинёва, которые определяются властями Республики Молдова заранее, или же на других избирательных участках прилегающих к территории неконтролируемые Молдавией.
Для голосования достаточно предоставить удостоверение личности гражданина Республики Молдова.
К примеру, в 2011 году, на местных выборах граждане могли проголосовать на избирательном участке 26 в соседнем селе Фарладаны.